# John Churchill, 1. Duke of Marlborough

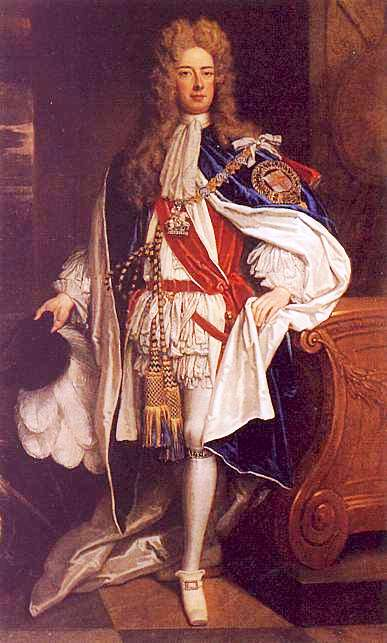
Der Duke of Marlborough im Ornat des Hosenbandordens, Porträt von Sir Godfrey Kneller, um 1705.:

John Churchill, 1. Duke of Marlborough, Fürst von Mindelheim KG PC (* 26. Mai 1650 in Ash House bei Musbury in Devonshire; † 16. Juni 1722 in Cumberland Lodge, bei Windsor, Berkshire) war ein englischer Politiker und Feldherr. Er war an der Glorious Revolution von 1688/89 beteiligt und trug wesentlich zum Sieg der anti-französischen Allianz im Spanischen Erbfolgekrieg bei.

## Leben

### Herkunft
Die Eltern von John Churchill, dem späteren Duke of Marlborough, waren Elizabeth Drake († 1690) und Sir Winston Churchill († 1688), ein Landadeliger aus Glanville Wotton in Dorset. Dieser hatte im Englischen Bürgerkrieg zwischen Parlament und Krone für Karl I. gekämpft und war deswegen unter der Herrschaft des Republikaners Oliver Cromwell zur Zahlung einer hohen Geldstrafe verurteilt worden. Das verarmte Ehepaar lebte in den 1650er Jahren in Ashe House in Musbury, Devonshire, dem Gut von Elisabeths Mutter, Lady Eleanor Drake. Da sie im Gegensatz zu ihrem Schwiegersohn eine entschiedene Anhängerin der Parlamentspartei war, hatten Royalisten ihr Haus 1644 geplündert und niedergebrannt.
Der allmähliche Wiederaufbau von Ash House war noch im Gange, als dort wahrscheinlich John, seine ältere Schwester Arabella Churchill und weitere Kinder von Sir Winston und Elizabeth Drake geboren wurden. John erhielt seinen ersten Unterricht durch den Ortsgeistlichen, der ihm das Fundament seines protestantischen Glaubens vermittelte, zudem erhielt er früh Kenntnisse im Lateinischen und Französischen. Von 1662 bis 1665 besuchte er die St Paul’s School in London.

### Aufstieg am königlichen Hof
Mittlerweile, im Jahr 1660,  war die Monarchie in England wiederhergestellt worden. König Karl II. bestieg den Thron, und 1665 wurde Arabella Churchill zur Favoritin seines Bruders, des Herzogs von York und späteren Königs Jakob II. Sie verschaffte ihrem 15-jährigen Bruder John die Stellung eines Pagen an dessen Hof, und im Jahr 1666 nahm er als Freiwilliger an einem Kriegszug der englischen Flotte gegen die maurischen Piraten in Tanger teil. Bald nach England zurückgekehrt, erregte er das Interesse einer damaligen Mätresse Karls II., Barbara Villiers, der Countess of Castlemaine und  späteren 1. Duchess of Cleveland. Um den Konkurrenten auf Distanz zu der Gräfin zu halten, verlieh der König John 1667 einen Posten bei der Garde. Damit begann seine eigentliche militärische Karriere.

### Frühe militärische Laufbahn

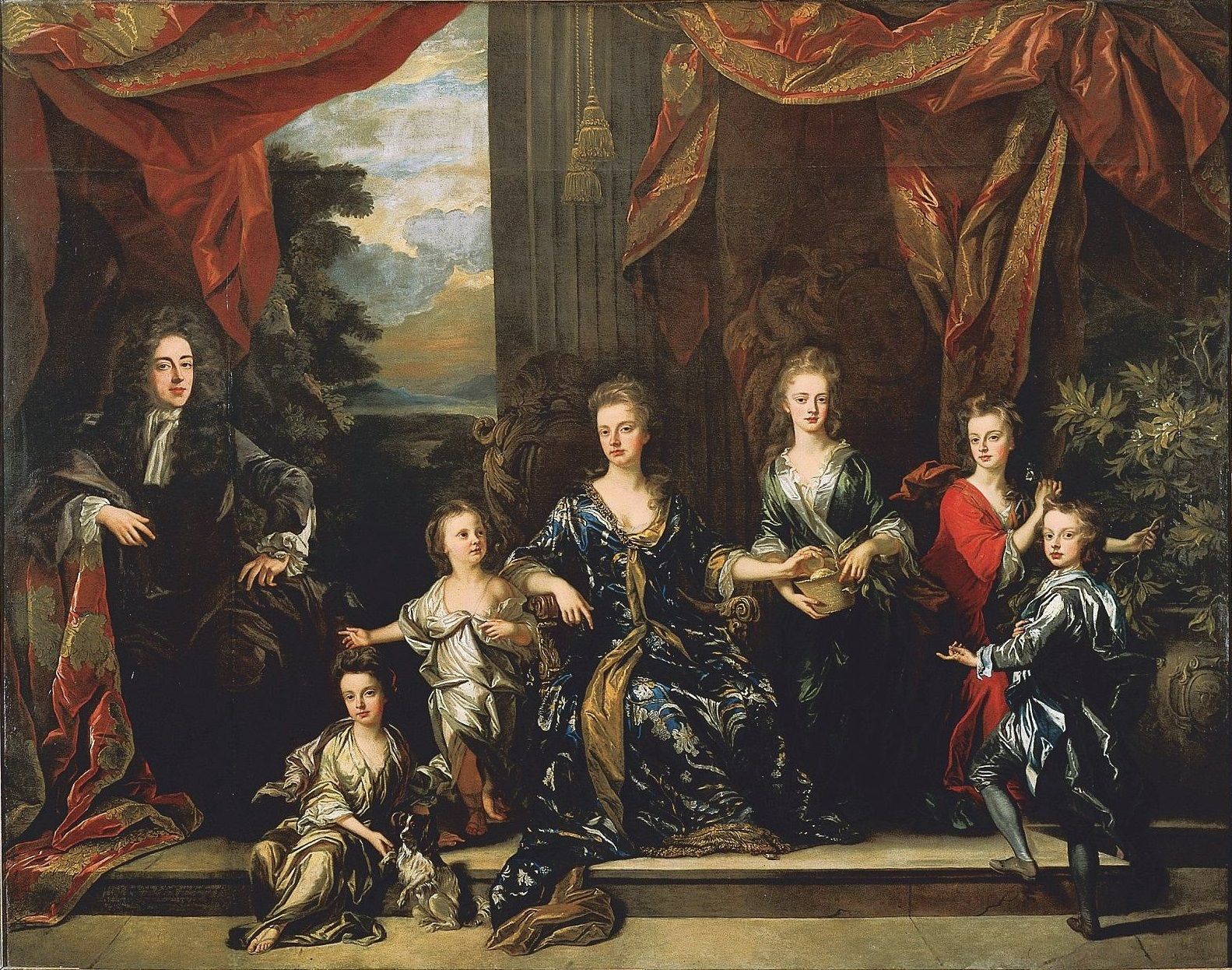
Die Familie des Duke of Marlborough, links vom Duke Elizabeth und Mary, die Duchess Sarah, Henrietta, Anne und John Churchill

Im Jahr 1672 wurde John Churchill zum Captain befördert, und am 7. Juni 1672 nahm er an Bord des Flaggschiffs Price Royal an der Seeschlacht von Solebay teil. In den Feldzügen der Franzosen von 1672 bis 1677 in den Niederlanden begleitete er die verbündeten französischen Heere bis vor die Tore von Amsterdam. Der Überlebenskampf der vereinigten Niederlande war eine wichtige militärische Erfahrung für ihn, insbesondere was die Belagerungskunst betraf. Bei der Belagerung von Nimwegen und im folgenden Jahr vor Maastricht traten seine Fähigkeiten bereits hervor. Am 13. April 1674 zum Oberst des französischen Heeres ernannt, befehligte er ein englisches Regiment am oberen Rhein. Unter seinem französischen Lehrmeister, dem Marschall Turenne, kämpfte er im Juni 1674 in der Schlacht bei Sinsheim, im Oktober bei Enzheim und im Januar 1675 bei Türkheim. Am 5. Januar 1675 avancierte Churchill im Regiment von Oberst Charles Lyttleton zum Oberstleutnant. Am 12. August des gleichen Jahres wurde er zu seiner ersten diplomatischen Mission nach Paris geschickt. Am 17. Februar 1678 stieg John Churchill zum wirklichen Oberst im englischen Heer auf.
Zur Jahreswende von 1677 auf 1678 heiratete er Sarah Jennings, die als Hofdame eine enge Freundin der späteren Königin Anne war. Sarah (1660–1744) war als Tochter des Parlamentsabgeordneten Richard Jenyns of Sandridge und seiner Frau Frances Thornhurst geboren. Am 21. Dezember 1682 erhob der König John in der Peerage of Scotland zum Lord Churchill of Eyemouth, of Eyemouth in the County of Berwick.
Unter König Jakob II. wurde Churchill 1685 Brigade-General. Bei der Niederschlagung der Monmouth-Rebellion im Juni 1685 trug er maßgeblich zum Sieg in der Schlacht von Sedgemoor bei. Zum Dank dafür wurde er am 3. Juli zum Generalmajor befördert und der König erhob ihn am 14. Mai 1685 in der Peerage of England zum Baron Churchill of Sandridge, of Sandridge in the County of Hertford. Zwischen 1685 und 1692 erzielte er als dritter Gouverneur der Hudson’s Bay Company hohe Einkünfte.
Churchill war während der Glorious Revolution zusammen mit dem Duke of Grafton und anderen Offizieren auf die Seite des Prinzen von Oranien übergegangen, dessen Landung in England im November 1688 einvernehmlich erfolgte. Am 20. Dezember 1688 unterzeichnete er eine Associationsakte zu Gunsten Oraniens und wurde darauf zum General-Lieutenant ernannt. Er erklärte dem neuen Herrscher Wilhelm III. von Oranien seine Loyalität und dieser erhob ihn am 9. April 1689 zum Earl of Marlborough. Unter der Oberleitung des Marshalls von Schomberg erfolgte eine nötige Reorganisation der englischen Armee. Im Mai 1689 wurde Frankreich der Krieg erklärt, Marlboroughs Truppen unterstanden dabei der verbündeten Armee unter dem Oberbefehl des Fürsten von Waldeck. Am 25. August 1689 war das 8.000 Mann starke englische Kontingent maßgeblich am Sieg über die Franzosen in der Schlacht von Walcourt beteiligt. Nach Wilhelms Sieg in der Schlacht am Boyne erzwang Marlborough in seinem ersten selbstständigen Feldkommando im September 1691 die Übergabe des befestigten Hafens von Cork. Weil Churchill aber weiterhin schriftlichen Kontakt zu dem abgesetzten König Jakob II. im Exil unterhielt, fiel er ab Januar 1692 beim neuen Herrscher in Ungnade. Vom 4. Mai bis zum 15. Juni 1692 wurde er sogar im Tower von London inhaftiert. Im Jahr 1695 starb Königin Maria II., die als Angehörige der Stuart-Dynastie, einen Anspruch auf den Thron gehabt und gleichberechtigt mit ihrem Mann regiert hatte. Die natürliche Thronfolgerin wäre ihre Schwester Anna gewesen, auch sie eine protestantische Tochter des katholischen Jakob II. John und seine Frau Sarah Churchill, die mit Anna Stuart befreundet war, hatten diese zu einem Ausgleich mit Wilhelm von Oranien und zum vorläufigen Verzicht auf ihr Thronfolgerecht zu dessen Gunsten bewogen. Damit sicherten sie Wilhelm die Krone auf Lebenszeit und sorgten für politische Stabilität. Dennoch wurde Marlborough erst am 16. Juni 1698 vom König rehabilitiert und als Mitglied des Privy Councils wieder in die alten Würden eingesetzt.

## Im Spanischen Erbfolgekrieg
Nach Ausbruch des Spanischen Erbfolgekrieges wurde Marlborough am 31. Mai 1701 zum Oberbefehlshaber der englischen Truppen ernannt. Am 28. Juni wurde er wegen seines großen diplomatischen Geschickes als Botschafter für die Vereinigten Provinzen berufen. Im Juli 1701 brachten seine Bemühungen eine neue große Koalition mit den Generalstaaten und dem römisch-deutschen Kaiser Leopold I. gegen Ludwig XIV. zustande.
Als Königin Anne im März 1702 den Thron bestieg, begann der abermalige Aufstieg Churchills. Er erhielt den Oberbefehl der vereinigten Landstreitkräfte in den Niederlanden gegen die Franzosen und wurde am 14. Mai in den Hosenbandorden aufgenommen. Auf seine Empfehlung hin wurde Sidney Godolphin von der Königin in die Treasury berufen, diesmal als Lord High Treasurer.
Der erste Feldzug am Festland, der mit der Belagerung von Kaiserswerth (1702) die erste Krönung fand, brachte ihm am 14. Dezember 1702 die englischen Titel Duke of Marlborough und Marquess of Blandford ein. Am Beginn des Feldzuges von 1703 erhielt er im Feld die Todesnachricht seines 17-jährigen Sohnes John Churchill, der am 20. März einer Krankheit erlegen war.

### Feldzug an der Donau
Zum Beginn des Feldzuges von 1704 fanden sich die Hauptarmeen der Gegner beiderseits der holländischen Grenze in einer unhaltbaren Pattsituation gegenüber. Gleichzeitig bedrohte eine zweite starke französisch-bayerische Armee Wien, die Hauptstadt des mit den Niederlanden und England verbündeten Kaisers. Am 20. Mai 1704 brachen 21.000 Mann unter dem Befehl Marlboroughs auf und marschierten nach Süden. Es folgte der militärgeschichtlich bedeutsame Marsch der Engländer von der niederländischen Grenze bis an die Donau. In dieser Armee kämpften nicht nur Briten, sondern auch Holländer sowie im Sold der Seemächte stehende Dänen und Deutsche. Indem Marlborough die Verteidigung der Niederlande fast völlig entblößte, mit der Masse des Heeres zunächst den Rhein entlang nach Süden zog und durch geschicktes Manövrieren den französischen Gegner lange Zeit im Unklaren über sein eigentliches Ziel – den Entsatz des bedrohten Kaisers – lassen konnte, zwang er die französischen Armeen, großenteils seiner Marschroute in gewisser Entfernung zu folgen, so dass sie an der niederländischen Grenze keine Initiative ergreifen konnten. Über Köln, Koblenz, Mainz und Darmstadt gelangte die Armee nach Heidelberg. Am 29. Juni wurde die Donau bei Ulm überschritten, nachdem man sich kurz zuvor mit den Truppen des Markgrafen Ludwig Wilhelm von Baden vereinigt hatte. Churchills Marsch an die Donau gilt heute noch als ein Musterbeispiel geschickter Strategie, mit der sich auch ein zahlenmäßig deutlich überlegener Gegner bezwingen lässt. Am 2. Juli erzwang er nach der Schlacht am Schellenberg den Donauübergang und erreichte die Vereinigung mit dem kaiserlichen Heer unter Prinz Eugen von Savoyen, der die nächsten Jahre zu einem verlässlichen Verbündeten und persönlichen Freund wurde.

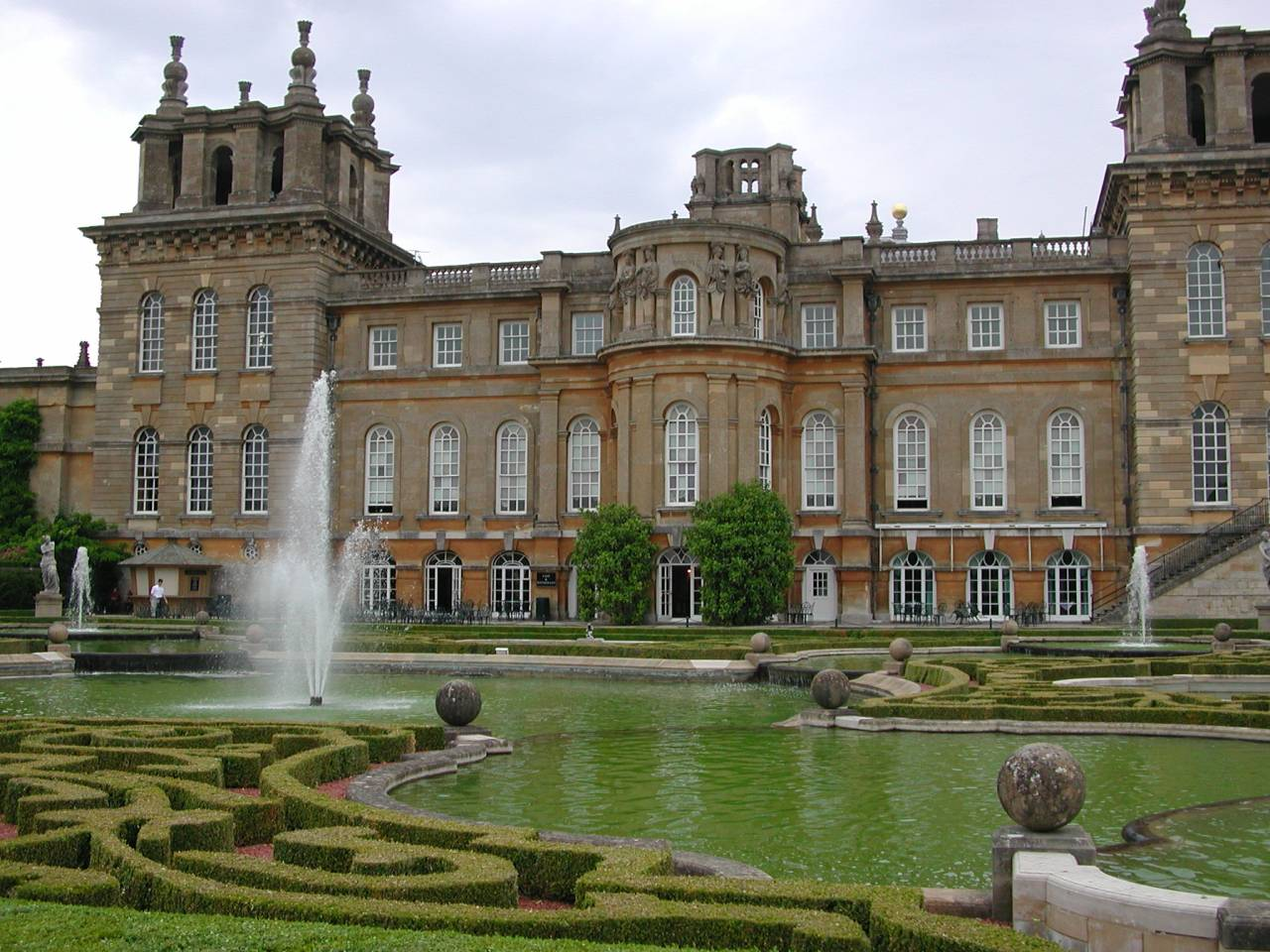
Blenheim Palace

Zusammen mit der kaiserlichen Armee konnte Marlborough die vereinigten Franzosen und Bayern unter den Marschällen Tallard und Marsin am 13. August 1704 in der Schlacht von Höchstädt (engl. Battle of Blenheim) besiegen. Churchill galt fortan als Held des Vaterlandes. Als Dank schenkte ihm Königin Anne deshalb ein großes Stück Land in Woodstock in der Nähe von Oxford sowie die notwendigen Mittel, ein standesgemäßes Haus zu errichten. Mit der Schenkung verbunden war die Auflage, zukünftig an jedem Jahrestag der Schlacht eine nachgebildete Fahne der besiegten französischen Truppen an das Königshaus zu schicken. Es entstand ein Monument der Größe und Stärke, Blenheim Palace, der von Englands einflussreichstem Barock-Architekten John Vanbrugh entworfen wurde. Die Tradition der verschickten Fahne existiert bis heute. Angeblich beruht das Besitzrecht der Dukes of Marlborough an Park und Schloss Blenheim auch heute noch ausschließlich auf dem Befolgen dieser Tradition, so dass selbst die heutigen Nachfolger von John Churchill ihre Ländereien an die britische Krone verlieren könnten, wenn sie die Fahne vergessen sollten.

### Feldzugsjahre 1705 bis 1712

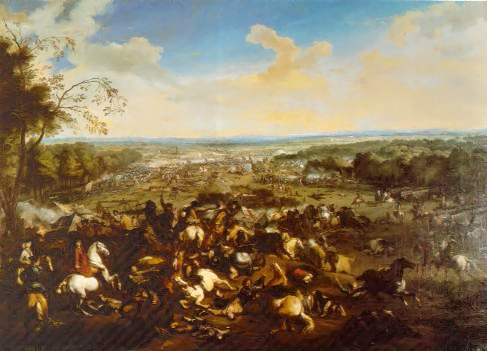
Darstellung der Schlacht von Malplaquet, 1709

Der Feldzug von 1705 verlief weniger erfolgreich, ein geplanter Anschluss an die Reichskontingente an der Mosel gelang nicht. Vom römisch-deutschen Kaiser Leopold I. war er für seine bisherigen Dienste im spanischen Erbfolgekrieg am 28. April 1704 zum Reichsfürsten erhoben worden und bekam am 18. November 1705 die Herrschaft über das neugeschaffene Fürstentum Mindelheim übertragen. Bevor dieses 1714 an das Kurfürstentum Bayern zurückfiel, erhielt er stattdessen das Fürstentum Nellenburg.
Im Feldzug von 1706 schlug er die Franzosen in der Schlacht bei Ramillies. Dieser Sieg erzwang den Rückzug der Franzosen aus den Spanischen Niederlanden unter Aufgabe der Städte Brügge, Antwerpen und Gent und sicherte den Bestand der spanischen Niederlande.
Im Feldzug von 1708, der wieder im engen Zusammenwirken mit den Kaiserlichen unter Prinz Eugen erfolgte, wurde der Sieg in der Schlacht bei Oudenaarde am 11. Juli errungen und darauf die Belagerung von Lille eingeleitet. Die Festung kapitulierte am 11. Dezember 1708.
Im Feldzug von 1709 war der Vormarsch über Mons auf Paris vorgesehen, zusammen mit Prinz Eugen folgte am 11. September 1709 bei Malplaquet ein neuer Sieg über die Franzosen, der von beiden Seiten mit schweren Verlusten bezahlt wurde.
Im Kriegsjahr 1711 drängte der Duke of Marlborough die Franzosen unter Marschall Villars von Cambrai ab und eroberte Bouchain. Als am 17. April 1711 Kaiser Joseph I. überraschend verstarb, änderte sich die Politik Großbritanniens allerdings rigoros. Der Krieg selbst hatte jetzt seine Sinnhaftigkeit verloren, zudem konnte trotz großer Erfolge die militärische Macht Frankreichs nicht nachhaltig gebrochen werden. Die freigekämpften Generalstaaten waren uneinig, die Opposition in England glaubte mit der Weiterführung des Krieges nichts mehr gewinnen zu können und suchte bereits Geheimverhandlungen mit Ludwig XIV.

## Abstieg und Lebensende
Der Bruch der Königin mit Sarah Jennings leitete den Abstieg Marlboroughs ein. Obwohl selbst ein Anhänger der Torys, trug der allmächtige Schatzmeister Godolphin doch wesentlich dazu bei, dass allmählich die Whigs im Bund mit Marlborough zur Vorherrschaft gelangten. Am 7. August 1710 setzte die Königin aber die Entmachtung Godolphins aus seinem Amt durch. Der Wahlsieg der Tories 1710 hatte 1711 zur Folge, dass Churchill seine politischen Ämter aufgeben musste und nach Hannover ging. Ende 1711 wurde der Duke auch als militärischer Oberbefehlshaber am Kontinent abberufen und im Januar 1712 durch den Duke of Ormonde ersetzt.
Nach der politischen Wende erhielt Marlborough 1714 unter der Regierung König Georgs I. und der Whigs seine Ämter zurück. Am 15. April 1716 starb seine zweite Tochter, Anna, Countess of Sunderland an einer Lungenentzündung. Am 28. Mai 1716 wurde Marlborough selbst von einem Schlaganfall getroffen, der ihn eine Zeitlang der Fähigkeit zum Reden beraubte. Er erholte sich zwar nach einer Kur in Bath, aber sein Lebenswille war spätestens nach dem Tod einer weiteren Tochter Mary, Duchess of Montagu, am 14. Mai 1719 vollends gebrochen.
Wegen des zu befürchteten Verlustes seiner Geisteskräfte reichte er durch seinen Schwiegersohn Charles Spencer, 3. Earl of Sunderland, eine Bitte um Entlassung aus allen seinen Ämtern ein, der vom neuen König stattgegeben wurde.
Am 27. November 1721 erschien er nochmals im Oberhaus des Parlamentes. Im Juni 1722 verstarb er nach einem weiteren Schlaganfall, jetzt vollkommen gelähmt, in Cumberland Lodge. Er wurde zunächst in Westminster Abbey bestattet, aber später in ein Mausoleum in der Kapelle von Blenheim Palace umgebettet.
Aufgrund einer am 21. Dezember 1706 vom englischen Parlament beschlossenen besonderen Erbregelung waren seine englischen Adelstitel in Ermangelung männlicher Nachkommen auch in weiblicher Linie erblich und fielen bei seinem Tod an seine älteste Tochter Henrietta als 2. Duchess. Seine schottischen und deutschen Titel erloschen mangels eines männlichen Erben.
Marlborough war ein Vorfahre des späteren britischen Premierministers und Literaturnobelpreisträgers Sir Winston Churchill, der auch eine Biographie über ihn verfasst hat. Ebenso zählen Diana, Princess of Wales, und William, Prince of Wales, zu seinen Nachkommen.

## Ehrungen
Eine indirekte Ehrung ist das französische Spottlied Malbrough s’en va-t-en guerre, entstanden nach der Schlacht bei Malplaquet 1709, als sich in Frankreich die Nachricht verbreitete, der erfolgreiche britische Feldherr sei gefallen.
Nach ihm benannt sind in Kanada die Stadt Churchill (Manitoba) mit dem Churchill Lake (Saskatchewan) und dem Churchill River (Hudson Bay).